# Офіційні візити Президента Петра Порошенка 2019
Список офіційних закордонних візитів та робочих поїздок в межах України, зроблених 5-м Президентом України Петром Порошенком у 2019 році.

## 2019 рік
Список не включає поїздки, зроблені в межах міста Києва, де безпосередньо розташована резиденція Президента та його адміністрація, а також в аеропорт «Бориспіль», що знаходиться в Київській області.
Жовтим в списку окремо виділені закордонні візити.

### Квітень
| Дата      | Країна чи область України | Місце         | Деталі |
| --------- | ------------------------- | ------------- | --- |
| 5 квітня  | Одеська область           | Одеса         | Верховний Головнокомандувач України Петро Порошенко взяв участь у випробуваннях новітньої української розробки — комплексу крилатих ракет наземного базування для ураження морських та берегових цілей «Нептун». Президент зустрівся з рідними полонених військових моряків, а також вручив нагороди українських моряків, які перебувають в полоні Росії, їх рідним. |
| 21 серпня | Кіровоградщина            | Кропивницький | Головною метою візиту стало відкриття 2-го корпусу дитячої обласної лікарні. Порошенко всім присутнім на відкритті нагадав, що усім в наш час не легко. Але він твердо наголошує на тому, що важкі часи вже позаду. При цьому він зазначив, що «точку неповернення» поки що не пройшли.                                                                              |
| 12 квітня | Німеччина                 | Берлін        | Президент України Петро Порошенко зустрівся з Канцлером Німеччини Ангелою Меркель. Президент провів зустріч з Головою Християнсько-демократичного союзу Німеччини, а також зустріч з представниками німецької партії Союз 90/Зелені. |
| 12 квітня | Франція                   | Париж         | Президент України Петро Порошенко зустрівся з Президентом Франції Емманюелем Макроном. |